# 97식 구문인자기

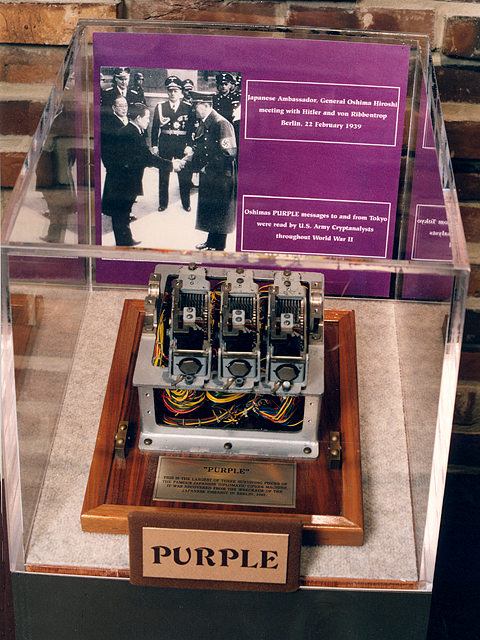
베를린에 있던 퍼플의 조각. 미국이 제2차 세계 대전을 끝내고 획득함.

퍼플(PURPLE)은 일본의 외교 암호기기인 97식 구문인자기(일본어: 九七式欧文印字機 쿠쥬나나시키오분인지키[*])를 가리키는 미국의 코드명이다. 매직(MAGIC)은 미국의 퍼플 암호 해독을 가리키는 암호이다. 퍼플은 1930년대말, 미군 암호학자인 윌리엄 F. 프리드먼과 그의 휘하에 있던 프랭크 로렛이 해독해 내었다. 미군 암호해독 기관인 SIS에서는 퍼플과 거의 비슷한 기계를 만들어 냈고, 이 기계를 1939년과 1940년에 워싱턴 D.C.에 가져다 놓았다. 거의 모든 일본 대사관은 퍼플을 사용하였다. 전쟁이 끝날 즈음 일본영사관은 퍼플을 완전히 파괴해 버렸다. 그러나, 미군은 1945년부터 1952년동안 남아 있는 기계를 찾아 내는 데 성공하였다.

## 진주만과 퍼플
퍼플은 1938년 6월부터 사용되기 시작하였다. 그러나 미국과 영국 암호학자들은 진주만이 공격당하기 직전에 약간의 메시지를 해독해 내었다. 진주만 공습전에 미국 암호학자들은 14개로 나뉜 일본의 선전포고 메시지를 미국 시간으로 오후 한시까지 해독과 번역을 마치고 제출하였다. 워싱턴 시간으로 1941년 12월 7일 일본영사관이 미국정부에게 선전포고를 하였으나, 벌써 진주만은 공습을 당하고 있는 중이었고, 결국 일본은 선전포고를 하지 않은 채 태평양 전쟁을 시작하게 되었다.

## 기타
제2차 세계 대전동안 베를린주재 일본영사관에서는 나치의 군사력을 퍼플을 통해서 일본으로 보고하였다.퍼플을 갖고 있던 미국과 영국측에서 퍼플을 통해 대본영에 보내는 보고서를 볼 수 있게 되었다.